# Unité urbaine de Dombasle-sur-Meurthe
L'unité urbaine de Dombasle-sur-Meurthe est une unité urbaine française centrée sur les communes de Dombasle-sur-Meurthe et Saint-Nicolas-de-Port, dans le département de Meurthe-et-Moselle, en région Grand Est.

## Données générales
Dans le zonage réalisé par l'Insee en 2010, l'unité urbaine était composée de quatre communes.
Dans le nouveau zonage réalisé en 2020, elle est composée des quatre mêmes communes. 
En 2022, avec 21 448 habitants, elle représente la 6e unité urbaine du département de Meurthe-et-Moselle et occupe le 32e rang dans la région Grand Est.
En 2022, sa densité de population s'élève à 608 hab/km2. Par sa superficie, elle représente 0,67 % du territoire départemental mais, par sa population, elle regroupe 2,93 % de la population du département de Meurthe-et-Moselle.

## Composition 2020 de l'unité urbaine
Elle est composée des quatre communes suivantes :
| Nom                   | Code Insee | Département        | Statut       | Superficie (km2) | Population (dernière pop. légale) | Densité (hab./km2) | Modifier                                    |
| --------------------- | ---------- | ------------------ | ------------ | ---------------- | --------------------------------- | ------------------ | ------------------------------------------- |
| Dombasle-sur-Meurthe  | 54159      | Meurthe-et-Moselle | ville-centre | 11,21            | 9 528 (2022)                      | 850                | modifier les données · modifier les données |
| Saint-Nicolas-de-Port | 54483      | Meurthe-et-Moselle | ville-centre | 8,23             | 7 363 (2022)                      | 895                | modifier les données · modifier les données |
| Sommerviller          | 54509      | Meurthe-et-Moselle | banlieue     | 3,81             | 1 002 (2022)                      | 263                | modifier les données · modifier les données |
| Varangéville          | 54549      | Meurthe-et-Moselle | banlieue     | 12,04            | 3 555 (2022)                      | 295                | modifier les données · modifier les données |

## Évolution démographique
| 1968   | 1975   | 1982   | 1990   | 1999   | 2010   | 2015   | 2022   |
| ------ | ------ | ------ | ------ | ------ | ------ | ------ | ------ |
| 21 971 | 22 796 | 22 035 | 21 795 | 21 650 | 22 583 | 22 151 | 21 567 |

#### Données générales
- Unité urbaine en France
- Aire d'attraction d'une ville
- Liste des unités urbaines de France

#### Données démographiques en rapport avec l'unité urbaine de Dombasle-sur-Meurthe
- Aire d'attraction de Nancy
- Arrondissement de Nancy

#### Données démographiques en rapport avec la Meurthe-et-Moselle
- Démographie de Meurthe-et-Moselle